# Mohamed Gherainia
Mohamed Ben Mohamed Ben Djilali Gherainia, zis Prințul, născut la data de 5 iulie 1891 în Khemis Miliana ( denumit anterior Affreville), în Algeria, și a murit pe 22 iunie, sau 14 octombrie 1918 la Slobozia (România), este un skirmisher algerian, luat prizonier de germani în timpul Primului Război mondial, și trimis într-un lagăr de prizonieri din România între 1916 și 1918. Datorită implicării sale în rezistența locală și-a câștigat un renume în România și mai ales în orașul Slobozia.

## Contextul
În timpul Primului Război mondial, regatul României, unul dintre Aliați, este invadată de trupele germane, la sfârșitul anului 1916. Foarte repede, resursele țării sunt acaparate de către ocupant. În scopul de a asigura producția agricolă, germanii au trimis la muncă în România mulți prizonieri de război francezi, mai ales din trupele originare din Africa de Nord. 
În timpul iernilor aspre din România, prizonierii nu primeau de la ocupant haine groase pentru a rezista la frig (exact ca prizonierii români din Alsacia-Lorena), iar ca hrană, doar o supă chioară. În ciuda rechizițiilor la care sunt supuși, slobozenii încearcă, prin Crucea Roșie locală, să hrănească și să îmbrace acești prizonieri slăbiți și bolnavi, dar soldații de pază iau jumătate din donații, iar rata mortalității este mare printre prizonieri, după cum reiese din mai multe rapoarte militare franceze din România, în toate locurile în care germanii au stabilit lagăre pentru prizonierii de război.

## Biografie

### Identitatea "Prințului algerian"
Mohamed Ben Mohamed Ben Djilali Kerainiya (ortografia românească: Mahomed Bin Mahomed Bin Gilali Cherainia sau Gherainia) s-a născut pe 5 iulie 1891 în Affreville, în départementul francez Alger (astăzi Khemis Miliana, în Algeria). El ar fi un descendent al unui deys sau kadis, faptul nu este sigur, dar pentru români, acest lucru este echivalent cu un titlul princiar. El a obținut, înainte de război, o licență de farmacie în Paris dar, fiind algerian,  este încorporat ca soldat de clasa a doua pe 14 octombrie 1914, într-un regiment de pușcași algerieni . El a participat la luptele de pe frontul de vest și, în 1916, el a fost făcut prizonier și trimis în România.

### Viața și rezistența la Slobozia
Ca farmacist, autoritățile germane l-au numit doctorul lagărului din Slobozia, care se ocupa de toți prizonierii din Africa de Nord și senegalezi. De asemenea, el practica și în oraș, sub escortă, pentru a compensa lipsa de personal medical pentru civili. Așa își câștigă, prin implicarea sa, porecla de "prințul algerian" printre localnici.
În septembrie 1918, el află, de la un ofițer austriac , că trupele franceze se apropie. Mohamed pune atunci la cale, împreună cu Drăgan, șeful rezistenței românești, un plan de eliberare a lagărului și a orașului pentru cazul în care Armata de Est ar ajunge în România.

### Moartea Prințului algerian
Acesta este contextul în care intervine moartea sa, ale cărei detalii nu sunt stabilite. 

Conform cărții Cultul eroilor noștri publicată în 1924,  pe când se pregătea să se întâlnească cu rezistența, el a fost surprins de o patrulă germană, care probabil îl căuta. Rănit de soldații nemți, el strigă:
„Roumains ! Nos frères s’approchent ! Roumains !”
(Români! Frații noștri se apropie! Români!)

Atunci este împușcat din nou și doborât sau capturat și executat la scurt timp după de către un pluton de execuție. 
Slobozia și lagărul vor fi eliberate de armata română la mai puțin de o lună după moartea " Prințului ".

## Amintirea prințului

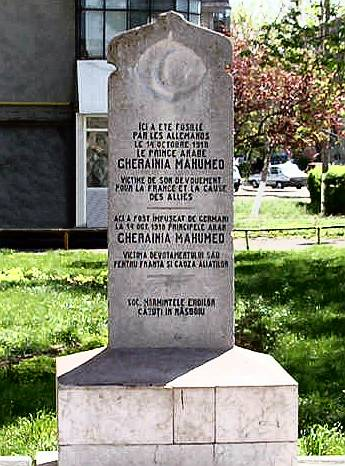
Memorial situat pe locul de execuție al Prințului Algerian.

La Slobozia pot fi văzute mai multe monumente în memoria lui Mahomed Gherainia .
Mormântul său se află în Cimitirul Eroilor (construit în 1932), pe strada Eternității nr. 2. Este surmontat de un obelisc.
Un monument ridicat în oraș, la locul de execuție este încă vizibil. 
Acesta include următoarea declarație, în franceză și română: 
| “ | Ici a été fusillé par les Allemands le 14 octobre 1918, le prince arabe Mahomed Gherainia victime de son dévouement pour la France et la cause des alliés. | ” |

(Aici a fost împușcat de către germani, la 14 octombrie 1918, prințul arab Mahomed Gherainia, victimă a devotamentului său pentru Franța și cauza aliaților)

## A se vedea, de asemenea,
- Islamul în România

### Link-uri externe
- Enciclopedia României
- Uncie Arhivat în 3 martie 2016, la Wayback Machine.